# Список місій Grand Theft Auto: San Andreas

## Вступний ролик
Карл Джонсон живе в Ліберті-Сіті. Йому дзвонить його брат Шон Джонсон і повідомляє, що їхню матір Беверлі Джонсон вбили. Карл їде в аеропорт та летить у Лос-Сантос. В Лос-Сантосі він сідає у таксі та їде додому, але по дорозі таксі зупиняє поліцейська машина корумпованого офіцера Тенпенні. Він наказує Карлу вийти з машини. Офіцери Пуласкі та Хернандес заарештовують Карла. Тенпенні забирає в нього всі гроші. Тенпенні каже Карлу, що він тепер працює на них, інакше вони на нього повісять вбивство офіцера Пендлберрі. Карла викидають з машини в районі Джефферсон. Це район ворожої банди «Баллас». Карл сідає на велосипед та їде додому.

## Лос-Сантос
| Назва | Місце                  | Хто видає          | Винагорода |
| --- | ---------------------- | ------------------ | ---------- |
| |                        |                    |            |
| "Big Smoke" (укр. Біг Смоук) | Гентон, Лос-Сантос     | Карл Джонсон       | -          |
| Карл заходить до себе додому. Він підіймає з підлоги фотографію своєї матері і поринає в спогади свого дитинства. Раптом в кімнату вривається Біг Смоук з бейсбольною биткою, який прийняв Карла за грабіжника. Коли Біг Смоук впізнає Карла, він радіє і обіймає його. Біг Смоук обіцяє Карлу знайти тих, хто вбив його матір. Далі Біг Смоук із Карлом їдуть на поховання матері Карла. Примітка: В цій місії гравцю не треба нічого робити, а лише подивитися відеоролик. Одразу після цієї місії починається місія "Sweet & Kendl". |                        |                    |            |
| "Sweet & Kendl" (укр. Світ і Кендл) | Вайнвуд, Лос-Сантос    | Шон «Світ» Джонсон | -          |
| Карл разом із Біг Смоуком приїжджають на кладовище в Вайнвуді. Там присутні брат Карла Шон Джонсон, його сестра Кендл Джонсон та друг Ленс «Райдер» Вілсон. Кендл рада бачити Карла, але Світ зустрічає його прохолодно. Світ звинувачує Карла в тому, що він втік з поховання їх брата Браяна та в тому, що він кинув свою родину і свою банду напризволяще. Кендл каже, що їй набридла ця сварка і вона іде до свого латиноамериканського хлопця Цезаря. Світ категорично проти цього, оскільки Цезар з ворожої банди «Варріо Лос Ацтекас». Коли Кендл попри це йде, Світ каже, що справи зовсім погані. Карл питає, чому все так погано, і Світ розповідає йому, що їхня банда «Гроув-стріт фемеліс» стала дуже слабкою. Карл, Світ, Біг Смоук та Райдер збираються їхати додому, але раптом проїжджає машина ворожої банди «Баллас», один з балласів стріляє з вікна та знищує машину Біг Смоука. Всі четверо змушені їхати додому на велосипедах, при цьому їх переслідує машина балласів. Коли вони приїжджають, Світ питає в Карла, коли він їде назад до Ліберті-Сіті, але Карл відповідає, що він залишиться, щоб допомогти своїй банді. |                        |                    |            |
| "Ryder" (укр. Райдер) | Гентон, Лос-Сантос     | Райдер             | -          |
| Карл заходить до Райдера і бачить у нього пістолет. Карл питає в нього, навіщо йому пістолет, на що Райдер відповідає, що піцерія неподалік замальовує графіті банди і що їх треба провчити. Карл із Райдером сідають в машину Райдера та їдуть в піцерію в Айдлвуді. По дорозі Карл заходить до свого знайомого перукаря Ріса, який робить йому нову зачіску. Після цього Карл заходить в піцерію та купує собі їжі. Одразу після цього з'являється Райдер і погрожуючи пістолетом намагається пограбувати піцерію, але один з робітників дістає дробовик, і Карл із Райдером змушені тікати. Вони сідають в машину і їдуть додому до Райдера. |                        |                    |            |
| "Tagging Up Turf" (укр. Зафарбовування територіъ) | Гентон, Лос-Сантос     | Шон «Світ» Джонсон | $200       |
| Карл заходить до Світа. Там Світ грає в баскетбол з Біг Смоуком. Світ каже Карлу, що ворожі банди малюють повсюди свої графіті, і їх треба замалювати своїми графіті. Карл із Світом сідають у машину Світа і їдуть в Айдлвуд. Там Світ замальовує одне графіті, щоб показати як це робиться, після чого Карл замальовує ще два вже сам. Далі вони сідають в машину і їдуть у Східний Лос-Сантос. Там Карл замальовує ще три графіті, біля одного з яких стоять балласи, а щоб замалювати ще одне, йому доводиться вилізти на дах будівлі. Після цього Карл спускається з даху, сідає в машину до Світа та вони їдуть додому. Світ питає в Карла, що в нього з грошима, на що він відповідає, що Тенпенні забрав в всі гроші. Світ дає Карлу 200 доларів на кишенькові витрати. |                        |                    |            |
| "Cleaning the Hood" (укр. Очищення району) | Гентон, Лос-Сантос     | Шон «Світ» Джонсон | -          |
| Карл заходить до Світа. Там Світ скаржиться Біг Смоуку, що багато членів банди «Гроув стріт» підсіли на наркотики, тому банда починає ставати слабкою. Світ просить Карла і Райдера зайнятися цим. Карл і Райдер хочуть вигнати наркоторговців зі свого району, але спочатку хочуть заїхати та взяти з собою свого старого друга Біг Біра, щоб він їм допоміг. Вони приїжджають до будинку Біг Біра, стукають у двері, але їм відчиняє Бі Дап. Коли він бачить Карла, він намагається закрити двері, але Карл вривається всередину. Карл і Райдер дізнаються, що Біг Бір підсів на наркотики і тепер він виконує для Бі Дапа хатню роботу в обмін на наркотики. Карл шокований. Він каже Райдеру, що якщо вже Біг Бір підсів на наркотики, то в інших нема шансів. Після цього вони знаходять у своєму районі наркоторговця і вбивають його. Райдер каже, що впізнає його. Його точка знаходиться в районі Айдлвуд біля залізниці. Карл із Райдером ідуть туди і вбивають там всіх, після чого повертаються додому. |                        |                    |            |
| "Drive-Thru" (укр. Кафе) | Гентон, Лос-Сантос     | Шон «Світ» Джонсон | $200       |
| Карл підходить до будинку Світа. Світ разом із Біг Смоком і Райдером якраз виходять із будинку. Біг Смоук каже, що він зголоднів, тому вони вирішують поїхати в ресторан швидкого харчування «Клакінг Белл». Вони сідають у машину Світа, причому Карл сідає за кермо, і їдуть до ресторану. По дорозі Біг Смоук і Райдер розповідають, що матір Карла і Світа застрелили із зеленої машини «Сейбр», і що, за чутками, насправді хотіли застрелити Світа. Коли вони приїжджають до ресторану, всі четверо замовляють собі їжу. Несподівано вони бачуть машину балласів, яка рухається у напрямку їхнього району. Раптом ця машина розвертається, і балласи починають стріляти з вікон по машині Світа. Машина Світа починає переслідувати машину балласів. Карл керує машиною, поки Світ, Біг Смоук і Райдер стріляють. Врешті вони знищують машину балласів. Карл відвозить Світа і Райдера додому, після чого везе додому Біг Смоука. Карл з подивом дізнається, що Біг Смоук тепере живе в Айдлвуді — на території банди «Баллас». Біг Смоук пояснює це тим, що йому дістались у спадок від тітки деякі гроші, і він вирішив купити собі гарний будинок. |                        |                    |            |
| "Nines and AKs" (укр. Дев'ятки та автомати Калашникова) | Гентон, Лос-Сантос     | Шон «Світ» Джонсон | -          |
| Карл заходить до Світа. Там Світ, Біг Смоук і Райдер грають у доміно. Карл питає, чи є в банди зброя, на що йому відповідають, що зброї майже нема, натомість ворожі банди озброєні до зубів. Карл згадує про свого старого знайомого Еммета, який постачав банді зброю раніше. Біг Смоук каже Карлу, що Еммет з банди «Севілл булевар фемеліс», з якою «Гроув-стріт фемеліс» більше не дружить, але попри це все ж погоджується поїхати з Карлом до Еммета. Карл із Біг Смоуком приїжджають до Еммета. Еммет спочатку плутає Карла із його братом Брайаном. Після цього Еммет висловлює свої співчуття у зв'язку із смертю матері Карла. Біг Смоук каже, що їм якраз і потрібна зброя, аби помститися тим, хто її вбив. Еммет показує їм свою зброю, і Біг Смоук із розчаруванням каже, що це «старе барахло». Після цього Карл і Біг Смоук тренуються у стрільбі. Коли вони йдуть, Еммет каже їм, що вони завжди можуть заходити до нього за зброєю. Карл відвозить Біг Смоука додому. Після цього Карлу на мобільний телефон дзвонить Світ і каже, що він має купити собі одяг кольору банди — зеленого. Карл іде в магазин одягу «Бінко» в Гентоні і купує там одяг потрібного кольору. |                        |                    |            |
| "Drive-By" (укр. Напад на машині) | Гентон, Лос-Сантос     | Шон «Світ» Джонсон | $500       |
| Карл підходить до будинку Світа якраз коли Світ із Райдером виходять з нього. Райдер, не знаючи що Карл поруч, каже Світу, що Карл водить машину просто жахливо. Світ, Карл і Райдер вирішують проїхатись по території балласів і постріляти в них, щоб перевірити як Карл водить. Карл сідає за кермо і їде в район балласів Джефферсон. Там Світ і Райдер стріляють по балласах, поки Карл веде машину. Після цього їх починає переслідувати поліція, і Карлу доводиться їхати в Айдлвуд перефарбовувати машину, щоб відірватись від поліції. Далі Карл візвозить всіх додому. |                        |                    |            |
| "Sweet's Girl" (укр. Дівчина Світа) | Гентон, Лос-Сантос     | Шон «Світ» Джонсон | -          |
| Карл заходить в будинок Світа, але там нікого нема. Коли Карл виходить на вулицю, йому на мобільний телефон дзвонить Світ і каже, що він разом із своє дівчиною потрапили у засідку банди «Севілл булевар» у районі Плайя-дель-Севіль, і просить Карла приїхати і врятувати їх. Карл приїжджає, вбиває всіх членів банди «Севілл булевар», після чого Карл, Світ і його дівчина сідають у машину і їдуть додому до Світа. Дорогою їх переслідують три машини банди «Севілл булевар». |                        |                    |            |
| "Cesar Vialpando" (укр. Цезар Віальпандо) | Гентон, Лос-Сантос     | Шон «Світ» Джонсон | ставка     |
| Карл приходить до Світа і бачить, що Світ і його сестра Кендл сваряться через те, що Кендл зустрічається із Цезарем. Світ категорично проти того, щоб Кендл зустрічалась із хлопцем з іншої банди. Кендл звинувачує Світа в расизмі. Попри незгоду Світа Кендл йде до Цезаря, і Світ просить Карла приглянути за нею. Світ каже, що вона зустрінеться з Цезарем на змаганні лоурайдерів. Карл їде до автомеханіка, який є приятелем Світа, і той дає Карлу машину-лоурайдер. Карл їде на змагання і перемагає в ньому. Після змагання Кендл радіє перемозі Карла і обіймає його. Потім підходить Цезар і обіймає Кендл. Карл відштовхує його. Підходять три інших члени банди «Варріо Лос Ацтекас» і збираються побити Карла, але Цезар просить їх не втручатися і каже, що розбереться сам. Цезар каже Карлу, що він кохає його сестру, а вона кохає його. Цезар пропонує Карлу свою дружбу, і Карл погоджується. |                        |                    |            |
| "High Stakes, Low Rider" (укр. Високі ставки, лоурайдер) | Ель-Корона, Лос-Сантос | Цезар Віальпандо   | $1,000     |
| Перед місією Цезар дзвонить Карлу на мобільний телефон та пропонує йому взяти участь у вуличних перегонах. Карл погоджується. Він приїздить до будинку Цезаря в Ель-Короні на машині-лоурайдері, звідки вони обидва вирушають на старт у Вердант Блаффс. Карл і Цезар беруть участь в гонці. Карл перемагає. |                        |                    |            |
| "Home Invasion" (укр. Вторгнення у домівку) | Гентон, Лос-Сантос     | Райдер             | -          |
| Карл приходить до Райдера і бачить, що він перекопав весь свій двір. Коли Карл питає в Райдера що він робить, Райдер відповідає, що він десь закопав наркотики, але зараз не може їх знайти. Райдер каже Карлу, що його приятель Ел Бі розповів йому про колишнього військового, в якого вдома купа зброї. Райдер пропонує Карлу пограбувати його. Коли настає темнота, Карл із Райдером сідають у фургон і їдуть до будинку колишнього військового на Східному Пляжі. Райдер залишається «на шухері» поки Карл виносить з дому коробки із зброєю. Після цього, вони сідають в фургон і відвозять його в гараж у Плайя-дель-Севіль. |                        |                    |            |
| "Catalyst" (укр. Каталізатор) | Гентон, Лос-Сантос     | Райдер             | -          |
| Карл приходить до Райдера і бачить, що він виготовляє нові наркотики замість тих, які не зміг знайти. Раптом з'являється Тенпенні і повідомляє, що скоро містом проїздитиме потяг із зброєю і що інші банди намагатимуться його пограбувати. Карл із Райдером сідають у машину і їдуть до залізниці. Там вони бачать потяг, що стоїть. Його намагаються пограбувати члени банди «Лос-Сантос Вагос». Відбувається перестрілка між ними та членами банди «Гроув стріт». Карл із Райдером вбивають усіх вагосів, після чого приїжджають балласи. Карл і Райдер вбивають і їх. Раптом потяг починає їхати. Карл застрибує на нього. Райдер і ще один член банди «Гроув стріт» сідають у машину Райдера і їдуть за потягом. Карл кидає Райдеру ящики зі зброєю, а Райдер намагається їх зловити. Коли Райдер зловив достатньо ящиків, Карл зістрибує з потяга та сідає в машину до Райдера. Їх переслідує поліція, тому вони їдуть перефарбовувати машину. Після цього Карл відвозить Райдера додому. |                        |                    |            |
| "Robbing Uncle Sam" (укр. Грабіж Дядька Сема) | Гентон, Лос-Сантос     | Райдер             | -          |
| Карл приходить до Райдера. Райдер просить Карла вгадати, в кого найбільше зброї. Карл не вгадує, і Райдер каже, що найбільше зброї в армії. Райдер пропонує пограбувати базу Національної Гвардії а Океанічних Доках. Карл і Райдер сідають у фургон і їдуть на базу. Карл перелазить через стіну, вбиває часового та відкриває ворота вистріливши в пульт керування. Так само він відкриває ворота складу і вбиває всіх солдатів усередині. Карл сідає на вантажопідйомник та починає завантажувати коробки зі зброєю в фургон, поки Райдер його охороняє. Після того, як він завантажив шість коробок, він із Райдером сідають у фургон і везуть його до Еммета, при цьому їх переслідують декілька армійських позашляховиків. |                        |                    |            |
| "OG Loc" (укр. Оу-Джі Лок) | Айдлвуд, Лос-Сантос    | Біг Смоук          | -          |
| Карл приходить до будинку Біг Смоука. Там Біг Смоук і Світ кажуть йому, що їдуть забрати свого друга Джеффрі, якого щойно випустили із в'язниці. Всі троє сідають у машину Біг Смоука і їдуть до поліцейського відділку на площі Першинг. Біля нього сидить Джеффрі. Карл підходить до нього і вітається, називаючи його Джеффрі. Джеффрі відповідає, що тепер його звуть Оу-Джі Лок. Вони сідають у машину. В Оу-Джі Лока питають, чим він планує займатися на волі насамперед, і він відповідає, що хоче помститися співкамернику Фредді, за те що той «вкрав його рими». Вони їдуть до будинку Фредді в Іст Флорес. Коли вони приїжджають, Оу-Джі Лок стукає в двері. Із подальшої суперечки стає зрозуміло, що Оу-Джі Лок насправді хоче помститися Фредді за те, що останній його зґвалтував у в'язниці. Фредді вибігає із будинку, сідає на мотоцикл та намагається втекти. Карл із Локом теж сідають на мотоцикл і женуться за Фредді. Вони його вбивають, після чого Карл пропонує Локу відвезти його назад на вулицю Гроув. Лук відповідає, що за умовами дострокового звільнення він має працювати в ресторані швидкого харчування «Бургер Шот» в районі Марина. Карл відвозить його туди. |                        |                    |            |
| "Life's a Beach" (укр. Життя це пляж) | Марина, Лос-Сантос     | Оу-Джі Лок         | -          |
| Карл приходить на роботу до Лока. Він там працює прибиральником. Але Лок хоче почати кар'єру реп-виконавця, тому просить Карла викрасти стереосистему з вечірки, яка проходить на Пляжі Санта-Марія. Карл їде туди. Стереосистема встановлена всередині фургона. Щоб справити враження на діджея, Карл виконує танець. Діджей запрошує його поговорити в фургоні. Коли Карл сідає в фургон, він викидає діджея з нього і втікає. Він відвозить фургон у гараж у районі Commerce, при цьому його переслідують декілька відвідувачів вечірки. |                        |                    |            |
| "Madd Dogg's Rhymes" (укр. Вірші Мед Дога) | Марина, Лос-Сантос     | Оу-Джі Лок         | -          |
| Карл знов приходить на роботу до Лока. Лок скаржиться Карлу, що в нього нема гарних рим, тому він просить Карла викрасти книгу віршів з маєтку знаменитого репера Мед Дога. Карл їде до маєтку, проникає всередину та, оминаючи охоронців, непомітно викрадає книгу віршів відвозить її Локу. |                        |                    |            |
| "Management Issues" (укр. Менеджерські справи) | Маріна, Лос-Сантос     | Оу-Джі Лок         | -          |
| Карл ще раз приходить на роботу до Лока. Лок скаржиться Карлу, що менеджер Мед Дога Алан Кроуфорд усіляко йому перешкоджає. Лок просить Карла вбити його. Лок каже Карлу, що скоро відбудеться церемонія вручення нагороди, і Кроуфорд буде там. Також Лок повідомляє, що один з водіїв зараз обідає в ресторані «Бургер Шот» в районі Темпл. Карл їде туди та викрадає у водія машину. Карл приїжджає на церемонію вручення нагороди, і Кроуфорд, не підозрюючи, що водій не той, сідає в машину. Карл заблоковує двері, щоб Кроуфорд не міг вистрибнути, та їде на пірс на пляжі Марина. На цьому пірсі Карл розганяється та в останній момент вистрибує з машини, а машина падає в воду, і Кроуфорд, який не вміє плавати, помирає. |                        |                    |            |
| "House Party" (укр. Вечірка вдома) | Гентон, Лос-Сантос     | Оу-Джі Лок         | -          |
| Перед місією Карл приходить на роботу до Лока і дізнається, що той звільнився і вирішив серйозно зайнятися репом. Він каже Карлу, що збирається влаштувати вечірку на вулиці Гроув, і запрошує туди Карла. Коли Карл приходить на вечірку до одного з будинків на вулиці Гроув, він чує, що Лок читає реп жахливо. Він виходить із будинку і зустрічає Світа. Раптом один із членів банди «Гроув стріт» приїжджає на велосипеді і каже, що банда «Баллас» збирається напасти на вулицю Гроув. Банда «Гроув стріт» готується до оборони. Коли балласи приходять Карл разом із іншими членами банди починають оборонятися. |                        |                    |            |
| "Burning Desire" (укр. Палаюча пристрасть) | Маркет, Лос-Сантос     | Френк Тенпенні     | -          |
| Перед місією Карлу на мобільний телефон дзвонить Тенпенні та наказує терміново прийти до нього. Карл приходить на зустріч із Тенпенні в магазин пончиків в районі Маркет, де Тенпенні спочатку нагадує, що Карл «є його власністю», після чого наказує вбити члена банди «Вагос», який живе у Східному Лос-Сантосі. Спочатку Карл їде забрати коктейлі Молотова, які Тенпенні залишив для нього в районі Commerce, після цього він їде до будинку члена банди «Вагос» і підпалює його за допомогою коктейлів Молотова. Член банди «Вагос» вибігає з дому. Раптом Карл бачить, що в будинку залишилась якась дівчина. Карл заходить в будинок, рятує дівчину і виводить її на вулицю. Вони цілуються. Дівчина представляється, її звуть Деніз Робінсон. Карл пропонує відвезти її додому. Вона каже, що живе поруч із вулицею Гроув. Карл відвозить її додому. Тепер Деніз є дівчиною Карла. |                        |                    |            |
| "Gray Imports" (укр. Сірий імпорт) | Маркет, Лос-Сантос     | Френк Тенпенні     | -          |
| Карл знов приходить до Тенпенні. Тенпенні каже Карлу, що банда «Баллас» проводить перемовини з російською мафією в Океанічних Доках, що його не влаштовує, оскільки в його інтересах статус-кво у відносинах між бандами. Тенепенні просить зірвати ці перемовини. Карл приїздить туди, і пробираючись крізь охорону, доходить до боса російської мафії, який починає втікати. Карл женеться за ним. Бос сідає в автомобіль. Карл теж сідає на мотоцикл, наздоганяє його та вбиває. |                        |                    |            |
| "Running Dog" (укр. Утікач) | Айдлвуд, Лос-Сантос    | Біг Смоук          | -          |
| Карл підходить до будинку Біг Смоука і бачить, що звідти виходять офіцери Тенпенні і Пуласкі. Біг Смоук каже, що вони намагаються дізнатись від нього щось. Також він каже, що його «кузена» приїхала, і він зараз поїде її забрати. Карл їде із Біг Смоуком у Східний Лос-Сантос. По дорозі Карл розуміє, що під «кузиною» Біг Смоук мав на увазі наркотики. Коли вони приїжджають, Біг Смоук вимагає в двох членів банди «Вагос» віддати йому щось ламаною іспанською мовою. Вони відмовляються та йдуть. Біг Смоук бере бейсбольну биту, підкрадається ззаду да б'є одного з них по голові. Інший намагається втекти. Карл і Біг Смоук намагаються його наздогнати, але Біг Смоук швидко втомлюється, і Карл женеться за вагосом один. Врешті він його наздоганяє і вбиває. |                        |                    |            |
| "Wrong Side of the Tracks" (укр. По той бік колії) | Айдлвуд, Лос-Сантос    | Біг Смоук          | -          |
| Карл підходить до будинку Біг Смоука і знову бачить, що звідти виходять офіцери Тенпенні і Пуласкі. Біг Смоук скаржиться Карлу, що не можна нічого зробити, щоб не привернути увагу Тенпенні. Біг Смоук каже Карлу, що на залізничній станції Юніті відбудеться зустріч банд «Лос-Сантос Вагос» та «Сан-Фієрро Ріфа» і що треба зірвати цю зустріч. Біг Смоук із Карлом їдуть туди. Коли вони приїжджають, виявляється, що це була засідка, і вагоси намагаються втекти на даху потяга. Карл і Біг Смоук сідають на мотоцикл та доганяють потяг. Карл веде мотоцикл, поки Біг Смоук стріляє по вагосах. Карлу доводиться оминати декілька перешкод, серед яких машина на колії та два зустрічних потяга. Врешті Біг Смоук вбиває всіх вагосів, і Карл відвозить його додому. |                        |                    |            |
| "Just Business" (укр. Просто бізнес) | Айдлвуд, Лос-Сантос    | Біг Смоук          | -          |
| Карл приходить до Біг Смоука і той каже, що йому треба з'їздити по справах у район Commerce, якась справа, пов'язана із російською мафією. Коли вони приїжджають до одного із хмарочосів району Commerce («Атріум»), Біг Смоук просить Карла почекати ззовні, а сам заходить всередину. Раптом роздаються постріли і Карл забігає всередину. Російська мафія влаштувала засідку. Біг Смоук із Карлом із боєм прориваються назовні, сідають на мотоцикл і намагаються втекти, але їх переслідують члени російської мафії. Карл стріляє по них, поки Біг Смоук веде мотоцикл. Врешті їм вдається відірватися. |                        |                    |            |
| "Doberman" (укр. Доберман) | Commerce, Лос-Сантос   | Шон «Світ» Джонсон | -          |
| Перед місією Карлу на мобільний телефон дзвонить Світ і каже, що треба помститися Літтл Візелу, який зрадив банду «Гроув-стріт» і перейшов на бік балласів. Він живе в районі Глен Парк. Карл радить Карлу перед цим зайти до магазину зброї в районі Commerce і купити необхідну зброю. Карл так і робить, після чого їде в Глен Парк і починає там війну угруповань? вбивши трьох балласів. Карл відбиває три хвилі атак і захоплює район. Після цього Карл знаходить Літтл Візела і вбиває його. |                        |                    |            |
| "Los Sepulcros" (укр. Могили) | Гентон, Лос-Сантос     | Шон «Світ» Джонсон | -          |
| Світ каже Карлу, що скоро відбудеться поховання Літтл Візела, якого Карл недавно вбив. Світ пропонує помститися балласам, напавши на поховання, так само, як вони напали на поховання їх матері. Карл погоджується. Карл бере двох членів банди «Гроув-стріт», і разом із ними та Світом їде на кладовище у Вайнвуд. Там вони непомітно підкрадаються до балласів і вбивають їх усіх, в тому числі «велику шишку» Кейна. Всі четверо повертаються додому, при чому дорогою їх переслідує поліція. |                        |                    |            |
| "Reuniting the Families" (укр. Возз'єднання родин) | Гентон, Лос-Сантос     | Шон «Світ» Джонсон | -          |
| Світ каже, що настав час знов об'єднати банди «Гроув-стріт фемеліс», «Севіль булевар фемеліс» і «Темпл драйв фемеліс». Світ збирається поїхати на перемовини з цього приводу в готель в районі Джефферсон. Карл, Біг Смоук і Райдер їдуть з ним. Коли вони приїжджають, Світ заходить всередину, а інші залишаються в машині. Раптом готель оточує поліція. Біг Смоук і Райдер, злякавшись, утікають, а Карл іде всередину рятувати брата. Всередині Карл змушений вступити в перестрілку зі спецпризначенцями, після чого нарешті знаходить брата. Вони втікають через дах. Там їх помічає поліцейський гелікоптер, і вони його збивають. Після цього Карл і Світ спускаються униз і сідають у машину до Біг Смоука і Райдера. Вони намагаються втекти, але їх переслідує поліція. Карлу дають автомат АК-47, і він відстрілюється від поліції, але через деякий час автомат заклинило. Біг Смоук направляє автомобіль на автотрасу, і той врізається у бензовоз і вибухає, а всі, хто знаходився в машині, встигли в останній момент вистрибнути з машини. |                        |                    |            |
| "The Green Sabre" (укр. Зелений Сейбр) | Гентон, Лос-Сантос     | Шон «Світ» Джонсон | -          |
| Після об'єднання банд Світ вирішив нанести нищівний удар по банді «Баллас». Він каже всім підготуватись до бою та підтягуватись на перехрестя Маллхоленд. Як тільки Карл вийшов із будинку Світа, йому на мобільний телефон подзвонив Цезар та попросив терміново приїхати до нього у Вердант Блаффс. Карл відповів, що він зараз зайнятий, але Цезар сказав, що це дуже терміново. Карл поїхав до Цезаря і сів до нього в машину. Вони почали спостерігати за гаражем. Спочатку з нього вийшло два балласи, за ним Райдер, далі Біг Смоук із Тенпенні. Балласи відкрили ворота гаражу і звідти виїхала зелена машина «Сейбр», з якої застрелили матір Карла. Карл був шокований: Райдер і Біг Смоук зрадили його. Він розуміє, що Світ, мабуть, потрапив у засідку. Карл намагається йому зателефонувати, але Світ не відповідає. Карл мчить до нього крізь усе місто і бачить, що Світ і його хлопці оточені балласами, а сам Світ важко поранений. Карл допомагає Світу відстрілюватись від балласів, після чого приїжджає поліція і заарештовує їх обох. Тенпенні відвозить Карла у містечко Енджел-Пайн подалі від Лос-Сантоса. Там він повідомляє Карлу, що Світ потрапив до в'язниці. Тенпенні попереджає Карла, щоб він тримався подалі від Лос-Сантоса і від Біг Смоука, інакше Світа посадять в одну камеру з балласами. Тенпенні просить Карла вбити свідка, який збирається свідчити проти нього в суді і якого ФБР переховує поруч, і дає Карлу фотоапарат, щоб він сфотографував тіло, щоб Тенпенні запевнився, що свідок дійсно мертвий. |                        |                    |            |

## Сільська місцевість
| Назва | Місце                                        | Хто видає        | Винагорода                 |
| --- | -------------------------------------------- | ---------------- | -------------------------- |
| |                                              |                  |                            |
| "Badlands" (укр. Неродючі землі) | Енджел-Пайн, Ветстон                         | Френк Тенпенні   | -                          |
| Карл сідає на мотоцикл та їде на ньому до гори Чилліад, біля якої переховується свідок. Свідка охороняють агенти ФБР, тому Карлу доводиться спочатку розібратися з ними. Після цього Карл вбиває свідка, фотографує його тіло і відвозить фотографію Тенпенні. |                                              |                  |                            |
| "First Date" (укр. Перше побачення) | Діллімор, округ Ред                          | Каталіна         | -                          |
| Перед місією Карлу дзвонить Цезар і питає в нього як справи. Карл відповідає, що він десь у Ветстоуні. Цезар каже, що в нього є родич у Ділліморі. Карл їде туди і заходить у місцевий бар. Там жінка погрожує ножем двом чоловікам. Ця жінка питає в Карла, що йому треба, на що він відповідає, що шукає родича свого латиноамериканського друга. Жінка каже, що вона родичка Цезаря. Ця жінка із Карлом виходять із бару і сідають в транспортний засіб Карла. Вона каже що її звуть Каталіна і вона планує серію пограбувань в окрузі Ред: магазин алкоголю в Блуберрі, банк у Паломіно-Крик, заправка в Ділліморі та букмекерська контора в Монтгомері. Каталіна дає Карлу право вибирати, що грабувати в першу чергу. Примітка: В цій серії гравцю не треба нічого робити, а лише подивитися відеоролик. Після цього гравець повинен вибрати одну з точок для пограбування, після чого почнеться відповідна місія. |                                              |                  |                            |
| "Body Harvest" (укр. Збирання врожаю тіл) | Енджел-Пайн, Ветстон                         | Правда           | -                          |
| Перед місією Карлу на мобільний телефон дзвонить чоловік, який представляється «Правдою», і каже що в них є спільний знайомий — Тенпенні. Він просить Карла приїхати до нього в Енджел-Пайн. Карл приїжджає до нього в готель, заходить у його кімнату, і бачить всередині Тенпенні, який курить марихуану. З'являється Правда, і Тенпенні представляє Карла і Правду один одному. Коли Тенпенні йде, Правда просить Карла вкрасти комбайн в його сусідів, який він називає фашистами та праворадикалами. Карл їде до їньої ферми, викрадає в них комбайн та привозить його на ферму Правди. |                                              |                  |                            |
| "King in Exile" (укр. Король у вигнанні) | Енджел-Пайн, Ветстон                         | Правда           | -                          |
| Перед місією Карлу на мобільний телефон дзвонить Цезар і каже, що він разом з Кендл втікають із Лос-Сантоса. Карл пропонує приїхати до його будиночку в Енджел-Пайн, що Цезар і робить. Через деякий час Карл навідує їх. Там Цезар повідомляє Карлу, що Тенпенні разом із Біг Смоуком створили в Лос-Сантосі мережу поширення наркотиків і що кожного тижня Біг Смоук надсилає до Сан-Фієрро гроші, а йому в обмін надсилають наркотики. Карл каже, що буде спостерігати за автотрасою між Лос-Сантосом і Сан-Фієрро. |                                              |                  |                            |
| "First Base" (укр. Перша база) | Ферн-Рідж, округ Ред                         | Каталіна         | -                          |
| Перед місією Карлу на мобільний телефон дзвонить Каталіна, питає в Карла, де він вештається і вимагає негайно повернутись до неї. Карл приїжджає до її будинку в Ферн-Рідж. Він стукає у двері, але ніхто не відчиняє. Врешті Карл відходить від будинку і каже «та де ж ця божевільна повія?». Раптом Каталіна підскакує до Карла, приставляє до його голови пістолет і каже «тут». Карл каже, що буде робити все що вона скаже, лише нехай не стріляє. Врешті вони вирушають здійснювати пограбування. Примітка: В цій серії гравцю не треба нічого робити, а лише подивитися відеоролик. Після цього гравець повинен вибрати одну з точок для пограбування, після чого почнеться відповідна місія. |                                              |                  |                            |
| "Gone Courting" (укр. Залицяння) | Ферн-Рідж, округ Ред                         | Каталіна         | -                          |
| Карл приходить до Каталіни, стукає в двері і каже, щоб вона виходила, щоб вони поїхали щось грабувати. Каталіна каже Карлу зайти в середину. Карл заходить. Там Каталіна прив'язує його, катує, а після цього займається з ним сексом. Примітка: В цій серії гравцю не треба нічого робити, а лише подивитися відеоролик. Після цього гравець повинен вибрати одну з точок для пограбування, після чого почнеться відповідна місія. |                                              |                  |                            |
| "Made in Heaven" (укр. Зроблено в раю) | Ферн-Рідж, округ Ред                         | Каталіна         | -                          |
| Карл приходить до Каталіни, і як тільки підходить до її дверей, вона виходить і починає звинувачувати Карла і всіх чоловіків взагалі у всіх гріхах. Вона каже, що тепер вони не будуть коханцями, а лише діловими партнерами. Примітка: В цій серії гравцю не треба нічого робити, а лише подивитися відеоролик. Після цього гравець повинен вибрати одну з точок для пограбування, після чого почнеться відповідна місія. |                                              |                  |                            |
| "Tanker Commander" (укр. Водій бензовоза) | Діллімор, округ Ред                          | Каталіна         | $5,000                     |
| Карл із Каталіною грабують заправку в Ділліморі. Каталіна, яка знаходиться ззовні, направляє дробовик через скло на двох продавців, які знаходяться всередині. Один з продавців каже, що в неї нічого не вийде, тому що скло броньоване. Тоді Каталіна вирішує натомість викрасти бензовоз. Карл і Каталіна сідають у бензовоз і втікають. Їх переслідують на машині двоє продавців. Карл привозить бензовоз на базу транспортної компанії «РС Хол» біля перехрестя Флінт, де Каталіна продає бензовоз своєму знайомому містеру Вітакеру. |                                              |                  |                            |
| "Local Liquor Store" (укр. Місцева горілчана крамниця) | Блуберрі, округ Ред                          | Каталіна         | $1,000                     |
| Карл із Каталіною приїжджають до алкогольного магазину в Блуббері і збираються його пограбувати, але чотири інших грабіжники їх випередили і тепер намагаються втекти на квадроциклах. Каталіна вбиває одного з них. Карл із Каталіною сідають на його квадроцикл і переслідують інших грабіжників. Карл веде квадроцикл, поки Каталіна стріляє. Врешті вони вбивають всіх грабіжників, забирають у них гроші та повертаються додому до Каталіни. |                                              |                  |                            |
| "Against All Odds" (укр. Всупереч усьому) | Монтгомері, округ Ред                        | Каталіна         | $2,000                     |
| Карл із Каталіною приїжджають до букмекерської контори в Монтгомері. Каталіна дає Карлу бомби із дистанційним керуванням, і вони заходять всередину. Каталіна наставляє пістолет на працівників і попереджає їх, щоб вони не чіпати кнопку сигналізації, але попри це сигналізація спрацьовує, і Каталіна вбиває одну із працівниць. Карл за допомогою бомб підриває двері до кімнати, де стоїть сейф, а потім і дверцята самого сейфу, та забирає з нього гроші. Після цього Карл із Каталіною вибігають із будівлі, сідають в машину і втікають. Їх переслідує поліція, тому вони їдуть в Діллімор перефарбовувати машину, після чого Карл відвозить Каталіну додому. |                                              |                  |                            |
| "Small Town Bank" (укр. Маленький міський банк) | Паломіно-Крік, округ Ред                     | Каталіна         | $10,000                    |
| Карл із Каталіною приїздять до банку в Паломіно-Крик і грабують його. Каталіна наказує Карлу слідкувати за персоналом, поки вона збиратиме гроші. Попри це один із робітників вмикає сигналізацію, і банк оточує поліція. Карл ламає банкомати, забирає з них гроші, і вони з Каталіною намагаються втекти через чорний хід, однак і там на них уже чекають декілька поліцейських, яких вони вбивають. Після цього вони сідають на поліцейські мотоцикли і намагаються втекти. Їх переслідує поліція. Під час втечі Каталіна падає зі свого мотоциклу і змушена сісти на мотоцикл до Карла. Коли їм вдається відірватися від поліції, Карл відвозить Каталіну додому. |                                              |                  |                            |
| "Wu Zi Mu" (укр. Ву Зі Му) | округ Ред (на південний схід від Монтгомері) | Цезар Віальпандо | $5,000                     |
| Перед місією Карлу на мобільний телефон дзвонить Цезар і запрошує на нелегальні перегони, які проводять в окрузі Ред гонщики із Сан-Фієрро. Карл приїжджає на місце проведення перегонів, і йому доводиться довго чекати на Цезаря. Через деякий час приходить Цезар і каже, що запізнився, бо не знав коли почнеться гонка. Після цього до Карла підійшов чоловік і сказав, що його звуть Ву Зі Му, але друзі кличуть його «Вузі» і що вони будуть змагатися один із одним. Після цього починаються перегони, у яких перемагає Карл. Після завершення Вузі віддає Карлу виграні ним гроші, дає йому візитівку і просить подзвонити, якщо Карл коли-небудь опиниться в Сан-Фієрро. Їх розмову перериває звук поліцейської сирени, і вони змушені втікати. |                                              |                  |                            |
| "Farewell, My Love..." (укр. Прощавай, моє кохання...) | Паноптікон, округ Ред                        | Цезар Віальпандо | гараж в Доерті, Сан-Фієрро |
| Карл стоїть біля своєї машини, чекаючи на початок наступних перегонів. Раптом з'являється Каталіна із ломом і починаюче бити по машині Карла, звинувачуючи його в тому, що він проміняв її на якісь машини. Карл нагадує їй, що вона сама сказала, що вони тільки ділові партнери. Каталіна відповіла, що мала на увазі зовсім інше, але зараз вона знайшла собі нового хлопця на ім'я Клод. Після цього починаються перегони, у яких беруть участь Карл і Клод. Карл виграє. Після завершення Каталіна віддає Карлу як нагороду документи на право власності на гараж у Сан-Фієрро та оголошує, що вона із свої хлопцем переїжджає до Ліберті-Сіті. |                                              |                  |                            |
| "Are You Going to San Fierro?" (укр. Чи ти їдеш в Сан-Фієрро?) | Ліфі Холлоу, округ Флінт                     | Правда           | -                          |
| Перед місією Карлу на мобільний телефон дзвонить Правда і просить приїхати до нього на ферму за наркотиками для Тенпенні. Карл приїжджає до Правди, і раптом вони чують звук поліцейського гелікоптера. Правда бере собі і дає Карлу вогнемет і просить спалити всі кущі марихуани, поки не з'явилась поліція. Після цього Правда дає Карлу гранатомет, і той збиває поліцейський гелікоптер. Карл сідає до Правди у фургон, у якому знаходиться три тонни марихуани, і вони їдуть у гараж Карла в Сан-Фієрро. По дорозі Карл дзвонить Цезарю і каже йому теж їхати в цей гараж. Коли вони приїжджають, вони бачать, що гараж дуже занедбаний. |                                              |                  |                            |

## Сан-Фієрро
| Назва | Місце                          | Хто видає        | Винагорода                                     |
| --- | ------------------------------ | ---------------- | ---------------------------------------------- |
| |                                |                  |                                                |
| "Wear Flowers in Your Hair" (укр. Носи квіти в своєму волоссі) | Доерті, Сан-Фієрро             | Карл Джонсон     | -                                              |
| Карл разом із Цезарем, Кендл і Правдою заходить у свій гараж. Карл обурюється, що гараж напіврозвалений і що він міг отримати машину замість нього. Кендл звинувачує Карла в тому, що він завжди хоче щось отримати нічого не роблячи, а коли отримує, не знає що з цим робити. Кендл каже, що допоможе Карлу привести гараж до ладу, і Цезар підтримує її. Карл каже, що для роботи гаража потрібні автомеханіки, яких у нього нема. Правда відповідає, що знає двох місцевих автомеханіків, які переїхали сюди після того, як хтось купив їх майстерню човнів у Вайс-Сіті. Їх звуть Джетро і Двейн. Правда пропонує з'їздити за ними. Карл із Правдою сідають у машину і їдуть до автозаправної станції біля бухти Істер, де працює Джетро. Карл пропонує Джетро роботу у своєму гаражі, і Джетро погоджується. Він сідає в машину до Карла і Правди. Далі Правда просить Карла з'їздити до лікарні в Санта-Флора. Коли вони приїжджають, Правда дивиться на якийсь фургон, після чого каже Карлу їхати до Двейна. Джетро каже, що Двейн працює продавцем хот-догів в районі Кінгс. Карл їде до нього і теж пропонує йому роботу в гаражі. Двейн погоджується, але каже, що в нього ще є деякі справи, і він під'їде пізніше. Після цього Правда просить Карла їхати до поліцейського відділку в Даунтауні. Хоч Карлу і не подобається ця ідея, він туди їде. Там вони бачать той самий фургон, що і біля лікарні. Далі Правда просить Карла їхати до магазину радіокерованих іграшок, де працює його знайомий комп'ютерний геній Зеро. Карл заїжджає за Зеро. Зеро сідає в машину до Карла, і вони їдуть в гараж. Там Карл представляє Джетро, Двейна та Зеро Цезарю. Карл каже, що треба трошки попрацювати над цим місцем, і через пару тижнів його буде не впізнати. Кендл пропонує Карлу зайнятися розвитком нерухомості — купляти стару занедбану нерухомість, приводити її до ладу і заробляти на ній. |                                |                  |                                                |
| "555 We Tip" (укр. Гаряча лінія 555) | Доерті, Сан-Фієрро             | Френк Тенпенні   | -                                              |
| Коли Карл заходить в свій гараж йому на мобільний телефон дзвонить Тенпенні та просить розібратися із окружним прокурором, який створює йому проблеми. Тенпенні каже, що він скоро буде в готелі Ванк Хофф у районі Файненшіал. Карл їде туди. На підземній парковці він убиває одного з паркувальників, забирає в нього його форму і одягає її. Карл іде до входу в готель і чекає, поки приїде окружний прокурор. Коли він приїжджає, Карл бере його машину, але їде не на парковку, а до себе в гараж, де Джетро і Двейн завантажують у багажник близько двох тон марихуани. Після цього Карл везе машину назад до готелю і залишає її на парковці. Після цього паркувальник іде на парковку, щоб забрати машину окружного прокурора, а Карл тим часом дзвонить на гарячу лінію 555 і просить прислати поліцейських. Як тільки паркувальник передає машину окружному прокурору і прокурор сідає в неї, під'їжджає поліція. Один із поліцейських відкриває багажник і бачить там дві тони марихуани. Окружного прокурора заарештовують. |                                |                  |                                                |
| "Deconstruction" (укр. Руйнування) | Доерті, Сан-Фієрро             | Карл Джонсон     | -                                              |
| У гараж заходить розгнівана Кендл. Вона сказала, що будівельники на будівництві неподалік обізвали її повією. Карл каже, по провчить їх. Карл іде на будівництво, викрадає там бульдозер, зносить їм усі тимчасові споруди, після цього бульдозером зіштовхує туалетну кабінку, в якій сидить виконроб, у яму, сідає в бетономішалку і заливає цю яму бетоном. |                                |                  |                                                |
| "Photo Opportunity" (укр. Можливість фотографування) | Доерті, Сан-Фієрро             | Карл Джонсон     | -                                              |
| Карлу на мобільний телефон дзвонить Цезар і каже, що він засік машину балласів, яка, скоріш за все, їде в Сан-Фієрро за кокаїном. Він просить Карла приїхати до нього в округ Ред на південний захід від Блуберрі. Карл приїжджає до Цезаря і сідає до його машини. Вони їдуть в Енджел-Пайн, де машину балласів бачили востаннє. Коли вони приїжджають, то піднімаються на дах будівлі і спостерігають за рестораном «Клакінг Белл». Карл дістає фотоапарат. Цезар і Карл підозрюють, що тут буде якась зустріч. Через деякий час під'їжджає Райдер, після нього невідома Карлу людина, але Цезар каже, що його звуть Ті-Боун Мендез, і ще двоє невідомих. Карл фотографує їх усіх. |                                |                  |                                                |
| "Jizzy" (укр. Джиззі) | Доерті, Сан-Фієрро             | Карл Джонсон     | $3,000                                         |
| Коли Карл приходить у гараж, він питає в Цезаря, чи він уже проявив плівку. Карл бачить, що до них прийшов Вузі з помічником. Цезар показує Вузі і його помічнику фотографії трьох осіб, які були на зустрічі із Райдером в Енжел-Пайн. Помічник Вузі каже, що на цих фотографіях керівники синдикату Локо. На фотографіях людина, ім'я якої йому не відоме, але відомо що він головний, Ті-Боун Мендез та Джиззі. Карл каже, що хоче спробувати увійти в довіру до Джиззі і потрапити в синдикат. Помічник Вузі каже, що Джиззі володіє нічним клубом «Куполи Задоволення» в Беттері Поінт, в якому весь час знаходиться. Карл їде туди. Він підходить до Джиззі і каже, що готовий працювати на нього. Джиззі каже, що в нього якраз є проблема — хтось б'є його повій, і Джиззі просить Карла розібратися з цим. Він дає Карлу свою машину і просить підкинути по дорозі повію до клієнта в Даунтауні. Карл відвозить її, після чого йому дзвонить Джиззі і просить розібратися з конкурентом в Хешбері. Карл приїжджає в Хешбері і вбиває конкурента Джиззі. Після цього Карлу знову дзвонить Джиззі і каже, що його повію б'ють у районі Фостер Веллі. Карл їде туди і вбиває двох чоловіків, які б'ють повію. Одразу після цього Джиззі дзвонить ще раз і каже, що повія, яку Карл відвіз в Даунтаун, хоче втекти від нього і просить Карла розібратися в цьому. Карл їде в Даунтаун та знищує машину священика, який допомагав повії втекти. |                                |                  |                                                |
| "T-Bone Mendez" (укр. Ті-Боун Мендез) | Беттері-Поінт, Сан-Фієрро      | Джиззі-Бі        | $5,000                                         |
| Карл приходить до Джиззі, якраз коли той сперечається з Ті-Боун Мендезом щодо його частки в бізнесі синдикату. Джиззі представляє Карла і Ті-Боун Мендеза один одному. Хтось дзвонить на мобільний телефон Ті-Боун Мендеза та повідомляє, що їх фургон з наркотиками потрапив у засідку. Джиззі і Ті-Боун Мендез думають, що це може бути засідка, організована правоохоронцями, тому самі туди не їдуть, а посилають Карла. Карл приїжджає до фургона і бачить, що його грабують четверо мотоциклістів. Карл сідає на мотоцикл, наздоганяє їх, забирає в них наркотики і відвозить назад до Джиззі. |                                |                  |                                                |
| "Mike Toreno" (укр. Майк Торено) | Беттері-Поінт, Сан-Фієрро      | Джиззі-Бі        | $7,000                                         |
| Карл приходить до Джиззі, який розмовляє із Ті-Боун Мендезом. Хтось дзвонить на мобільний телефон Ті-Боун Мендеза. Ті-Боун Мендез каже, що їхнього партнера по синдикату Майка Торено викрали, і вони мають його знайти. Всі троє сідають в машину і їдуть. Торено каже, що чує важку техніку, тому вони вирішують їхати на будівництво в Доерті. Коли вони приїжджають на будівництво, Торено каже, що чує шум, схожий на роботу порту, тому вони їдуть в порт. Коли вони приїжджають в порт, Торено каже, що його викрадачі прорвалися через ворота. Карл каже, що ворота є тільки в аеропорту, тож вони їдуть туди. Нарешті вони знаходять фургон, визволяють Торено і відвозять його назад до Джиззі. |                                |                  |                                                |
| "Outrider" (укр. Мотоцикліст ескорту) | Доерті, Сан-Фієрро             | Джиззі-Бі        | $9,000                                         |
| Карлу на мобільний телефон дзвонить Джиззі і каже, що його діловим партнерам потрібна допомога. Він просить Карла приїхати до машини, яка стоїть на заправці біля бухти Істер. Карл приїжджає, але нікого не бачить. Він деякий час ходить навколо машини, після чого сідає в неї. Із заднього сидіння піднімається Ті-Боун Мендез, приставляє до голови Карла пістолет і вимагає в нього зізнатися, на кого він працює. Карл каже, що просто хоче заробити гроші, і Ті-Боун Мендез вірить йому. Після цього підходить Торено і сідає в машину. Вони їдуть до фургона. Торено просить Карла сісти на мотоцикл та супроводжувати фургон. Карл сідає на мотоцикл і їде за фургоном. По дорозі Карл бачить декілька засідок і знищує їх, після чого супроводжує фургон до заводу з виробництва наркотиків. |                                |                  |                                                |
| "Snail Trail" (укр. Повільне слідкування) | Доерті, Сан-Фієрро             | Френк Тенпенні   | -                                              |
| Офіцери Тенпенні та Пуласкі приходять до Карла в гараж та просять його вбити журналіста, який пише про них погані речі, і його інформатора. Карл починає слідкувати за журналістом, який сідає на потяг на станції Кронберрі в Сан-Фієрро і виходить на станції Маркет у Лос-Сантосі. Карл їде за потягом на мотоциклі. Після того, як журналіст виходить з потяга, він бере таксі і їде на пірс на пляжі Санта-Марія, де зустрічається із своїм інформатором. Карл вбиває їх обох. |                                |                  |                                                |
| "Ice Cold Killa" (укр. Холоднокровний убивця) | Доерті, Сан-Фієрро             | Карл Джонсон     | $12,000                                        |
| Карл прибігає в гараж і починає шукати свій пістолет. Підходить Цезар і питає в Карла, що він шукає. Карл розповідає йому про свої плани вбити Джиззі. Цезар дає Карлу свій пістолет з глушником. Карл їде до клубу «Куполи Задоволення». Його не пускають через вхід, тому Карл піднімається на дах і проникає всередину через відкритий люк. Там він збирається вбити Джиззі, але той починає втікати на машині. Карл сідає в його лімузин і починає його переслідувати. Врешті Карл вбиває Джиззі і забирає в нього мобільний телефон. Карл дзвонить Цезарю і просить його приїхати до пірсу 69. |                                |                  |                                                |
| "Pier 69" (укр. Пірс 69) | Північна Еспланада, Сан-Фієрро | Карл Джонсон     | $15,000                                        |
| Карл зустрічається із Цезарем на даху будівлі навпроти пірсу 69. На пірсі 69 планується зустріч синдикату Локо із бандою «Баллас», і Карл хоче вбити всіх присутніх на ній. Люди Вузі йдуть на дах будівлі на пірсі, не знаючи, що там люди Ті-Боун Мендеса. Люди Вузі вступають в перестрілку з людьми Ті-Боун Мендеза, Карл із снайперською гвинтівкою допомагає людям Вузі. Через деякий час приїжджає сам Ті-Боун Мендез, а після нього Райдер, при чому він їде в одній машині з балласом. Торено підлітає на гелікоптері, але бачить тіла на даху і летить геть. Ефект несподіванки втрачено, тож Карл спускається вниз та вступає в перестрілку з балласами та людьми Ті-Боун Мендеза. Після цього Карл вбиває Ті-Боун Мендеза. Райдер починає втікати — він стрибає в воду, пливе до човна, сідає в нього і далі пливе на човні. Карл робить те саме. Врешті Карл знищує човен Райдера, і Райдер помирає. |                                |                  |                                                |
| "Toreno's Last Flight" (укр. Останній політ Торено) | Доерті, Сан-Фієрро             | Карл Джонсон     | $18,000                                        |
| Карлу на мобільний телефон дзвонить Вузі і каже, що йому вдалось знайти Торено — він на гелікоптерному майданчику поліцейського відділку в Даунтані. Карл їде туди, але Торено улітає до того, як прибуває Карл. Карл бере гранатомет, сідає на мотоцикл, наздоганяє гелікоптер та збиває його. |                                |                  |                                                |
| "Mountain Cloud Boys" (укр. Хлопці з хмарних гір) | Чайнатаун, Сан-Фієрро          | Вузі             | $5,000                                         |
| Карл приходить до Вузі. На вході охорона попереджає Карла, що Вузі сліпий. Карл здивований, оскільки той недавно брав участь в перегонах. Вузі знов представляється Карлу як голова банди «Хлопці з хмарних гір». Вузі намагається приховати те, що він сліпий. Він каже Карлу, що один із членів банди не з'явився на зборах, тому Вузі хоче зайти до нього і просить Карла піти з ним. Карл із Вузі виходять, сідають в машину і їдуть до будинку цього члена банди. Коли вони прибувають, Карл бачить трупи та згорілі автомобілі. Один із членів банди, який вижив, каже, що на них напала ворожа в'єтнамська банда «Да Нанг Бойс». Після цього приїжджають члени банди «Да Нанг Бойс» і оточують Карла та Вузі. Карл допомагає Вузі відстрілюватись, після чого відвозить його додому. |                                |                  |                                                |
| "Ran Fa Li" (укр. Ран Фа Лі) | Чайнатаун, Сан-Фієрро          | Вузі             | $6,000                                         |
| Карл приходить до Вузі. Там Вузі представляє Карлу свого боса Ран Фа Лі. Він не розмовляє, а лише бурчить, але з ним є перекладач, який розуміє це бурчання. Вузі повідомляє Ран Фа Лі, що в'єтнамська банда «Да Нанг Бойс» збирається приїхати до США. Після цього Карла просять забрати машину з якимось пакунком з аеропорту Істер Бей і відвезти її в гараж в районі Північна Еспланада, що Карл і робить. По дорозі з аеропорту до гаражу Карла переслідують члени банди «Да Нанг Бойс». |                                |                  |                                                |
| "Lure" (укр. Приманка) | Чайнатаун, Сан-Фієрро          | Вузі             | $8,000                                         |
| Ран Фа Лі не може покинути офіс Вузі, оскільки за офісом спостерігає банда «Да Нанг Бойс», яка хоче вбити Ран Фа Лі. Карл пропонує зробити приманку — він поїде на машині Ран Фа Лі кудись дуже далеко, члени банди «Да Нанг Бойс» поїдуть за ним, а Ран Фа Лі тим часом зможе безпечно поїхати. Так і було зроблено. Карл поїхав на машині Ран Фа Лі в Енджел-Пайн. Там він побачив, що його переслідують два мотоцикли із членами банди «Да Нанг Бойс». Карл почав їздити лісами Ветстона і округа Флінт, а мотоциклісти поїхали за ним, оскільки думали, що Ран Фа Лі знаходиться в машині. Після цього Вузі подзвонив Карлу і повідомив, що Ран Фа Лі в безпеці. Карл зупиняє машину, і мотоциклісти, побачивши, що це приманка, поїхали геть. |                                |                  |                                                |
| "Amphibious Assault" (укр. Десантна атака) | Чайнатаун, Сан-Фієрро          | Вузі             | $11,000                                        |
| Вузі просить Карла встановити жучок на кораблі, який належить банді «Да Нанг Бойс» і який стоїть у бухті Сан-Фієрро. Карл спочатку не хоче цього робити, оскільки йому доведеться плавати в брудній воді. Вузі намагається вмовити його, але Карл каже, що Вузі лише вигадує виправдання, щоб не робити це самому. Тоді Вузі зізнається Карлу, що він сліпий і хоч може добре орієнтуватися на суходолі, в воді він орієнтуватися не може. Карл погоджується. Він їде до Північної Еспланади, де стрибає у воду і пливе до корабля. Після цього Карл заходить на корабель, встановлює там жучок, стрибає назад у воду і повертається на суходіл. |                                |                  |                                                |
| "The Da Nang Thang" (укр. Да Нан Тан) | Чайнатаун, Сан-Фієрро          | Вузі             | $15,000                                        |
| Карл приходить до Вузі якраз коли він виходить зі свого офісу. Раптом Вузі дзвонить на мобільний телефон член банди «Хлопці з хмарних гір» на ім'я Маленький Лев і повідомляє, що в бухту Сан-Фієрро приплив корабель банди «Да Нанг Бойс». Карл пропонує допомогти Вузі розібратися із цією ситуацією. Карл із Маленьким Левом сідають в гелікоптер і летять до корабля. Карл стріляє по кораблю з кулемета, поки Маленький Лев веде гелікоптер. Раптом члени банди «Да Нанг Бойс» збивають гелікоптер гранатометом. Гелікоптер падає у воду. Карл виживає, але губить усю зброю, окрім ножа. Карл піднімається на борт корабля, підкрадається ззаду до одного з членів банди «Да Нанг Бойс», перерізає йому горло і забирає в нього дробовик. Карл проникає в вантажне відділення і там звільняє заручників, які були закриті в контейнері. Далі Карл іде на мостик і вбиває капітана, якого звали Голова Змії, після чого повертається до заручників та втікає з ними на надувних човнах. |                                |                  |                                                |
| "Air Raid" (укр. Повітряний напад) | Гарсіа, Сан-Фієрро             | Зеро             | $3,000                                         |
| Карл приходить у магазин до Зеро, і бачить, що той дуже засмучений. Зеро каже Карлу, що чоловік на ім'я Берклі хоче помститися йому за те, що Зеро переміг його в науковому конкурсі. Раптом Карл і Зеро чують сигнал. Це означає, що Берклі збирається атакувати передавачі Зеро. Зеро і Карл ідуть на дах, і там Карл знищує з кулемета радіокеровані літачки, які намагаються скинути бомби на передавачі. |                                |                  |                                                |
| "Supply Lines..." (укр. Шляхи постачання...) | Гарсіа, Сан-Фієрро             | Зеро             | $5,000                                         |
| Карл приходить у магазин Зеро, але не бачить його. Карл починає кликати його, і звідкись починає доноситись голос Зеро. Він просить іти геть. Карл іде до шафи, з якої чується голос Зеро, відчиняє її й бачить, що він там підвішений за штани. Карл знімає його. Зеро каже, що це зробив Берклі. Карл каже Зеро, що за таку образу треба помститися і питає в Зеро, чи є в нього якась «зброя». Зеро відповідає, що в нього є радіокерований літачок. Карл каже що вони помстяться Берклі за допомогою цього літачка. У літачок вбудований кулемет. Карл, керуючи цим літачком, вбиває весь персонал служби доставки, якою керує Берклі. |                                |                  |                                                |
| "New Model Army" (укр. Армія нової моделі) | Гарсіа, Сан-Фієрро             | Зеро             | $7,000                                         |
| Скоро відбудеться змагання між Зеро і Берклі. Той, хто програє, буде вимушений залишити місто. Для перемоги Зеро має провести радіокеровану машину по дорозі до кінця, при чому радіокерований гелікоптер Берклі ставить перешкоди, а радокерований гелікоптер Карла прибирає перешкоди. Також у Берклі є три радіокерованих танки. Зеро із Карлом виграють це змагання, і Берклі покидає місто. |                                |                  |                                                |
| "Yay Ka-Boom-Boom" (укр. Кокс бах-бабах) | Доерті, Сан-Фієрро             | Карл Джонсон     | $25,000                                        |
| Вузі приходить у гараж до Карла і нагадує йому, що в синдикату Локо ще залишилась фабрика з виробництва наркотиків, і щоб повністю зруйнувати синдикат, треба зруйнувати цю фабрику. Після цього Карл їде в гараж в Даунтауні, де на прохання Вузі йому дають машину, в якій встановлена бомба. На цій машині він їде на завод, заїжджає в головний цех, активує часовий механізм і вибігає із будівлі. Але ворота закривають і Карл не може покинути територію заводу. Тому він забирає машину в охоронців заводу і, використовуючи трамплін, перестрибує стіну і опиняється поза межами заводу, після чого повертається в свій гараж. |                                |                  |                                                |
| "Zeroing In" (укр. Прицілювання) | Доерті, Сан-Фієрро             | Цезар Віальпандо | $5,000                                         |
| Кендл заходить в гараж і бачить, що Карл, Цезар, Джетро і Двейн грають e карти. Вона починає сварити їх за те, що вони не працюють. Раптом забігає Зеро і каже, що його пристрій нарешті працює. Його пристрій визначає місцезнаходження автомобіля за допомогою відслідковування дзвінків його власника по мобільному телефону. Карл відслідковує потрібну для його автосалону «Ванг Карс» машину Уранус і їде за нею. Уранус не зупиняється, тому Карл робить маневр PIT, власниця вибігає із машини, Карл сідає в Уранус і привозить його в гараж. |                                |                  |                                                |
| "Test Drive" (укр. Тест-драйв) | Доерті, Сан-Фієрро             | Цезар Віальпандо | $5,000                                         |
| Карл приходить у гараж. До нього підходить Цезар і каже, що він знайшов в автосалоні «Отто Аутос» машини Султан і Елегі необхідні для автосалона «Ванг Карс». Цезар пропонує викрасти їх. Карл із Цезарем їдуть до автосалону «Отто Аутос» на Північній Еспланаді, піднімаються на другий поверх, сідають у машини і вилітають на них з другого поверху на дорогу. Цезар хоче спочатку випробувати машини, поганявши по місту. Через деякий час Цезаря і Карла починає переслідувати поліція, і вони повертаються в гараж. |                                |                  |                                                |
| "Customs Fast Track" (укр. Швидке розмитнення) | Доерті, Сан-Фієрро             | Цезар Віальпандо | до $10,000 (в залежності від стану автомобіля) |
| Карл із Цезарем в гаражі намагаються полагодити машину Цезаря. До них підходить Кендл і каже Цезарю, що до нього хтось прийшов. Цезар іде до цієї людини і говорить з нею, а Карл тим часом висловлює Кендл свої переживання. Цезар повертається до Карла і каже йому, що знайомий його знайомого працює в порту, і той повідомив, що на одному з контейнерів на вантажному судні знаходиться потрібна їм машина Джестер і що той зробив на цьому контейнері позначку фарбою. Карл із Цезарем їдуть у порт. Карл заходить до кабіни крана, але коли він дивиться на палубу вантажного судна, він не бачить там контейнера, відміченого фарбою. Карл починає розвантажувати контейнери один за одним, а Цезар дивиться всередину них, доки вони не знаходять потрібну машину. Раптом приїжджає охорона порту і нападає на Цезаря. Карл спускається з крану і допомагає йому вбити всіх охоронців, після чого вони сідають в машину Джестер і відвозять її в гараж. |                                |                  |                                                |
| "Puncture Wounds" (укр. Колоті рани) | Доерті, Сан-Фієрро             | Цезар Віальпандо | $5,000                                         |
| Карл у гаражі сидить і читає журнал. Раптом приїжджає чимось сильно розгніваний Цезар. Він каже, що знайшов машину Стратум, необхідну для автосалону «Ванг Карс», але ця машина не зупиняється. Цезар їздив за нею декілька годин, але машина так і не зупинилась. Джетро і Двейн споруджують в машині Тампа механізм для викидання на дорогу стрічок з шипами, Карл сідає в цю машину і наздоганяє Стратум. Карл викидає на дорогу шипи, Стратум проїжджає по ним і нарешті зупиняється, власниця автомобіля втікає. Карл міняє всі колеса і відвозить машину в гараж. |                                |                  |                                                |

## Пустельна місцевість
| Назва | Місце                                    | Хто видає   | Винагорода                              |
| --- | ---------------------------------------- | ----------- | --------------------------------------- |
| |                                          |             |                                         |
| "Monster" (укр. Монстр) | Тьєрра-Робада (на захід від Форт-Карсон) | Майк Торено | від $1,000 до $5,000 (залежно від часу) |
| Перед місією Карлу на мобільний телефон дзвонить невідомий та зміненим голосом просить його приїхати до маєтку в Тьєрра-Робада. Він каже, що це стосується Світа. Карл приїжджає. Невідомий тим же зміненим голосом через гучномовець каже Карлу, що хоче подивитися «з чого він зроблений». Автомеханік дає Карлу машину-бігфут. Карл має проїхати по всім точкам не більш як за шість з половиною хвилин. |                                          |             |                                         |
| "Highjack" (укр. Викрадення) | Тьєрра-Робада (на захід від Форт-Карсон) | Майк Торено | $7,000                                  |
| Карл знов приходить до маєтку невідомого. Цим невідомим виявляється Майк Торено. Він каже Карлу, що він працює в одному із урядових агентств і що він займався наркобізнесом в інтересах національної безпеки. Він просить Карла викрасти якусь вантажівку, яка буде проїжджати крізь Сан-Фієрро і каже, що для цього потрібно дві людини, тому Карл має попросити Цезаря допомогти йому. Одразу після цього приїжджає Цезар і каже, що Карл дзвонив йому півгодини тому, хоча Карл цього не робив. Карл із Цезарем сідають на мотоцикл і наздоганяють вантажівку. Карл під'їжджає до кабіни вантажівки, Цезар стрибає на неї, викидає з неї водія, заходить у кабіну і зупиняє вантажівку. Карл сідає за кермо вантажівки і відвозить її до гаражу. |                                          |             |                                         |
| "Interdiction" (укр. Заборона) | Тьєрра-Робада (на захід від Форт-Карсон) | Майк Торено | $1,000                                  |
| Карл приходить до Торено. Торено розповідає Карлу, що його брат знаходиться у в'язниці в повній безпеці, він особисто подбав про це. Також він розповідає Карлу, що Тенпенні і Пуласкі вбили офіцера Пендбері, оскільки він збирався повідомити про їх злочини. Після цього Торено просить Карла захистити його вантаж. Він наказує Карлу їхати в покинуте містечко Лас-Брухас і Карл їде туди. Коли Карл приїжджає туди, Торено через гучномовець наказує йому взяти гранатомет і їхати на вершину Арко-дель-Осте. Карл добирається туди й активує сигнальну димову шашку. Згодом прилітає гелікоптер із вантажем Торено. Його атакують два ворожих гелікоптера. Карл збиває їх із гранатомета. Гелікоптер скидає вантаж Торено на берег на північ від Вердант Медоуз. Карл їде туди і підбирає вантаж. Там Торено через гучномовець наказує Карлу відвезти вантаж у Лас-Брухас, що він і робить. |                                          |             |                                         |
| "Verdant Meadows" (укр. Зелені Луги) | Тьєрра-Робада (на захід від Форт-Карсон) | Майк Торено | -                                       |
| Коли Карл приходить до Торено, той читає книжку про конспірологічну теорію. Торено дивується, що люди вірять в те, що Гітлер застрелився, а США скинули ядерні бомби на Японію. Карл питає в Торено, коли той відпустить його брата, але той відповідає, що не зараз, хоча і запевняє, що зацікавлений в безпеці Світа не менше за Карла. Після цього Торено просить Карла купити покинутий аеродром у Вердант Медоуз, де Карл має навчитись керувати літаками та гелікоптерами. Примітка: В цій місії гравцю не треба нічого робити, а лише подивитися відеоролик. |                                          |             |                                         |
| "N.O.E." (укр. Політ на малій висоті) | Вердант Мідоуз, округ Боун               | Майк Торено | $15,000                                 |
| Торено підкрадається ззаду до Карла, поки той йде по злітній смузі, захоплює його та каже, що міг би вже його вбити дев'ятьма різними способами. Після цього Торено каже Карлу, що його хлопцям треба терміново доставити якесь обладнання, інакше вони не доживуть до вечора. Карл питає в Торено, чому він не може доставити його сам, на що Торено відповідає, що за ним спостерігають п'ятеро людей. Карл питає, чому ці п'ятеро людей не слідкуватимуть за ним, і Торено відповідає, що вони не слідкуватимуть за Карлом тому, що вони слідкують за ним. Карл сідає в літак і летить. Торено попереджає, щоб Карл летів низько, щоб не відображатися на радарах і не бути збитим. Карл летить на малій висоті до Енджел-Пайна, скидає там вантаж і повертається на аеродром. |                                          |             |                                         |
| "Stowaway" (укр. Безквитковий пасажир) | Вердант Мідоуз, округ Боун               | Майк Торено | $20,000                                 |
| Карл знаходиться на злітній смузі аеродрому, коли раптом бачить, що на смугу сідає літак, і якісь урядові агенти завантажують у літак якісь коробки. Карл сховався і спостерігає за цим. До нього ззаду підповзає Торено і каже, що ці люди з ворожого агентства і що їх треба знищити. Карл сідає на мотоцикл, наздоганяє на ньому літак і заїжджає на борт літака. Там він убиває всіх присутніх, встановлює на борту бомбу, стрибає з парашутом і в польоті натискає кнопку детонації бомби. Літак вибухає і падає. |                                          |             |                                         |
| "Black Project" (укр. Чорний проект) | Вердант Мідоуз, округ Боун               | Правда      | -                                       |
| Карл зустрічає Правду на своєму аеродромі. Правда сварить Карла за роботу на урядового агента, після чого просить його проникнути на військову базу Зона 69 і викрасти щось, пов'язане з секретним проектом. Правда підвозить Карла до бази. Карл проникає всередину, з боєм проривається в величезну шахту, де знаходить реактивний ранець. Карл викрадає його та доставляє Правді на Арко-дель-Осте. |                                          |             |                                         |
| "Green Goo" (укр. Зелений слиз) | Вердант Мідоуз, округ Боун               | Правда      | $20,000                                 |
| Карл сидить на ящику на своєму аеродромі і чекає на Правду. Раптом він вилітає на реактивному ранці і ледь не врізається в Карла. Після цього Правда каже, що в нього не виходить керувати цією штукою, тому нехай краще Карл виконає на ній завдання. Правда просить Карла вкрасти щось, що дуже гарно охороняють, з потяга, який проходитиме через Прикл Пайн, використовуючи реактивний ранець. Коли Карл питає, що саме він має вкрасти, Правда каже що сам ще не знає і те, що Карл вкраде, і буде відповіддю. Карл одягає реактивний ранець і летить до потяга. Там він вбиває всіх охоронців, починає відкривати ящики і в одному із них знаходить капсулу з якоюсь зеленою речовиною. Карл відносить цю речовину Правді. Правда вражений цією річчю, хоча і не каже, що це. |                                          |             |                                         |

## Лас-Вентурас
| Назва | Місце                                        | Хто видає                      | Винагорода |
| --- | -------------------------------------------- | ------------------------------ | ---------- |
| |                                              |                                |            |
| "Fender Ketchup" (укр. Кетчуп на крилі) | Казино «Чотири дракони», Лас-Вентурас        | Вузі                           | $5,000     |
| Перед місією Вузі дзвонить Карлу і запрошує його до свого нового казино в Лас-Вентурасі. Коли Карл приїжджає в казино, Вузі скаржиться йому, що справи йдуть погано тому, що італійська мафія, а саме родини Леоне, Фореллі і Синдакко, які володіють конкуруючим казино «Калігула», усіляко вставляють йому палки в колеса. Вузі пропонує Карлу частку в казино в обмін на усунення проблеми з мафією, і Карл погоджується. Після цього до них вбігає один із людей Вузі на ім'я Гуппі і каже, що вони спіймали одного з тих, хто намагався знищити гральні автомати. Карл просить Гуппі прив'язати цю людину до капоту машини. Після того, як це зроблено, Карл сідає в машину і починає ганяти на ній по місту на величезній швидкості, намагаючись налякати прив'язаного чоловіка і змусити його зізнатись, на кого він працює. Врешті, переляканий до смерті, чоловік обмовляється, що він з родини Синдакко. Після цього Карл відвозить машину назад до казино «Чотири дракони». |                                              |                                |            |
| "Explosive Situation" (укр. Вибухонебезпечна ситуація) | Казино «Чотири дракони», Лас-Вентурас        | Вузі                           | $7,000     |
| Карл приходить до Вузі, коли той грає в гольф. Карл робить припущення, що не лише родина Синдакко створювала їм проблеми, але й інші. Карл пропонує пограбувати казино «Калігула», щоб помститися та послабити вплив мафії. Але пограбування казино потребує ретельного планування та підготовки, а також деякого обладнання. Карл каже, що для пограбування в першу чергу потрібна вибухівка. Вузі каже, що неподалік від міста є кар'єр, де можна дістати вибухівку. Карл їде туди та спускається на дно кар'єру. Вибухівка знаходиться в ящиках, тому Карл сідає на самоскид і переїжджає коробки, щоб розламати їх. Після цього Карл збирає вибухівку, сідає на мотоцикл та, використовуючи конвеєр, виїжджає з кар'єру. Карл віддає вибухівку Гуппі, який чекає на нього неподалік від кар'єру. |                                              |                                |            |
| "You've Had Your Chips" (укр. Ось твої фішки) | Казино Казино «Чотири дракони», Лас-Вентурас | Вузі                           | $10,000    |
| Карл із Вузі грають у карти. Раптом у кімнату забігає Гпупі і кладе на стіл дві фішки. Одна з них підроблена. Вузі здогадується, що їх підроблюють на пластмасовому заводі в Вайтвуд Естейтс, який належить родині Синдакко. Карл їде до цього заводу, проникає всередину та знищує все устаткування, після чого повертається в казино «Чотири дракони». |                                              |                                |            |
| "Don Peyote" (укр. Дон Пейот) | Казино «Чотири дракони», Лас-Вентурас        | Вузі                           | -          |
| Карлу на мобільний телефон дзвонить Правда і каже, що після «прогулянки» із своїми приятелями з британського музичного гурту Кентом Полом і Меккером він опинився в Лос-Сантосі і не знає, як він там опинився. Він просить забрати Кента Пола і Меккера з Арко-дель-Осте, де, як він припускає, вони знаходяться. Карл їде до Арко-дель-Осте, знаходить там Кента Пола і Меккера. Меккер каже Карлу, що вони втратили свідомість через вживання наркотиків. Карл пропонує їх підвезти. Кент Пол каже, що його знайомий Кен Розенберг працює в казино «Калігула» в Лас-Вентурасі і що вони поїдуть до нього. Карл, Кент Пол і Меккер сідають у машину і їдуть. Карл питає, де решта гурту, на що Меккер відповідає, що не пам'ятає де вони, але пам'ятає, що там було багато змій. Карл каже, що це може бути зміїна ферма в Ель-Кастилло-дель-Діабло. Карл їде туди. Присутні на фермі люди впізнають Кента Пола і Меккера. Вони обурені на них через вчорашні події. Ці люди починають стріляти по Кенту Полу, Меккеру і Карлу. Карл вбиває їх, і всі троє сідають у машину і їдуть до казино «Калігула». Вони приїжджають і заходять у кабінет Кена Розенберга, який перебуває в глибокій депресії тому, що на нього тиснуть мафіозні родини. Кент Пол представляє Розенбергу Карла і Меккера, після чого Карл іде. На вулиці Карл дзвонить Вузі і каже, що знайшов спосіб проникнути в казино «Калігула», не викликаючи підозр.                                                                  |                                              |                                |            |
| "Intensive Care" (укр. Інтенсивна терапія) | Казино «Калігула», Лас-Вентурас              | Кен Розенберг                  | $5,000     |
| Карл приходить до Кена Розенберга. Розенберг розповідає Карлу, що після закінчення лікування від наркозалежності його призначили нейтральним керівником казино, яким володіють одразу три мафіозні родини, оскільки жодна з них не довірить іншій керувати казино. Але зараз щось жахливе трапилось із Джонні Синдакко, і може початися війна між родинами, під час якої Розенберг навряд чи виживе. Потрібно викрасти Джонні Синдакко з лікарні та заховати його, щоб його не добили представники інших родин. Карл їде до лікарні біля Аеропорту Лас-Вентураса. Там йому кажуть, що Джонні Синдакко щойно забрали на машині швидкої допомоги. Зараз у місті знаходяться три машини швидкої допомоги, і Карлу треба перевірити всі по черзі. Карл під'їжджав до кожної з них і починав її таранити. Якщо машина швидкої допомоги зупинялась, значить Джонні Синдакко не там. Коли Карл протаранив одну з машин швидкої допомоги і вона почала втікати, Карл зрозумів, що Джонні Синдакко там. Він почав таранити цю машину, поки вона не зупинилась. Після цього Карл убив присутніх у машині членів мафії і відвіз її на м'ясну фабрику, де після цього переховували Джонні Синдакко. |                                              |                                |            |
| "The Meat Business" (укр. М'ясний бізнес) | Казино «Калігула», Лас-Вентурас              | Кен Розенберг                  | $8,000     |
| Карл приходить в офіс до Кена Розенберга. Той знаходиться в гарному настрої через те, що знов прийняв кокаїн. Кен вирішує провідати Джонні Синдакко на м'ясній фабриці і просить Карла поїхати з ним. Карл відвозить Кена Розенберга до м'ясної фабрики, але на вході каже Кену, що він почекає тут. Кен боїться іти сам і починає вмовляти Карла піти з ним, і Карл врешті погоджується. Джонні Синдакко виїжджає на інвалідному візку до Кена, вітається з ним, але раптом бачить Карла, впізнає його, каже що «це він», і помирає від серцевого нападу. Карлу доводиться вбити всіх свідків і разом із Кеном втекти звідти. Карл відвозить Кена назад в казино і Кен по дорозі каже, що тепер йому точно кінець. Карл обіцяє якось йому допомогти. |                                              |                                |            |
| "Madd Dogg" (укр. Медд Дог) | Казино «Роял», Лас-Вентурас                  | Медд Дог                       | -          |
| Карл підходить до казино «Роял» і бачить, що репер Медд Дог стоїть на краю даху і збирається стрибнути. Він каже, що його менеджера вбили, його книгу віршів украли, а Оу-Джі Лок стає популярнішим за нього. Карл вирішує, що його треба врятувати. Він сідає в пікап, завантажений коробками, який стоїть неподалік і під'їжджає до будівлі. Карл ставить фургон так, щоб якщо Медд Дог стрибне, то він би впав на коробки, які пом'якшили б його падіння. Так і відбувається. Медд Дог стрибнув і впав на коробки, після чого Карл відвіз його у лікарню у Східному Редсендсі. Там Медд Догом зайнялись лікарі. Медд Дог наостанок сказав Карлу, що коли вилікується, знайде його і зробить своїм новим менеджером. |                                              |                                |            |
| "Misappropriation" (укр. Незаконне привласнення) | Прикл Пайн, Лас-Вентурас                     | Френк Тенпенні                 | -          |
| Карл приходить до офіцерів Тенпенні та Пуласкі, які намагаються зробити барбекю. Вони виглядають знервованими. Тенпенні каже Карлу, що його кар'єра під загрозою і просить його поїхати в Альдеа Мальвада. Там буде агент ФБР, який збирається передати агенту УБН досьє на Тенпенні. Карл мусить вбити їх обох, забрати досьє і віддати його Тенпенні, що він і робить. |                                              |                                |            |
| "Fish in a Barrel" (укр. Риба в бочці) | Казино «Чотири дракони», Лас-Вентурас        | Вузі                           | -          |
| Карл і Ран Фа Лі приходять до Вузі. Там вони підписують документи і стають співвласниками казино «Чотири дракона». Вузі оголошує, що вони тепер партнери, і всі троє піднімають за це тост. Примітка: В цій місії гравцю не треба нічого робити, а лише подивитися відеоролик. |                                              |                                |            |
| "Freefall" (укр. Вільне падіння) | Казино «Калігула», Лас-Вентурас              | Сальваторе Леоне               | $15,000    |
| Перед місією Карлу на мобільний телефон дзвонить Кен Розенберг і каже, що приїхав дон Сальваторе Леоне і взяв керування казино на себе. Карл приїжджає до Казино «Калігула». Там він бачить, що Кен Розенберг сидить на дивані, до якого прив'язані Кент Пол і Меккер, які висять на стіні вниз головою. Якщо Кен Розенберг встане, вони впадуть. Карл представляється Сальваторе Леоне і каже, що працює на Кена Розенберга, а до цього працював на його сина Джої Леоне в Ліберті-Сіті. Сальваторе Леоне каже Карлу, що родина Фореллі направила до Лас-Вентураса групу людей під виглядом струнного квартету, щоб вбити його, тому він просить Карла вбити їх. Карл їде в аеропорт, сідає там на маленький літак і летить до лайнера, на якому летять люди Фореллі. Він вистрибує зі свого літака, приземляється на лайнер, відкриває двері і заходить усередину. Там Карл убиває всіх присутніх, після чого сідає за штурвал і повертається до аеропорту Лас-Вентураса. |                                              |                                |            |
| "High Noon" (укр. Полудень) | Лас Брухас, округ Боун                       | Френк Тенпенні                 | -          |
| Перед місією Карлу на мобільний телефон дзвонить Тенпенні і каже Карлу, щоб він приїхав в Лас-Брухас і віддав йому досьє. Карл приїжджає туди і чекає на Тенпенні. Через деякий час Тенпенні приїжджає із Пуласкі та Хернандесом. Карл віддає досьє Пуласкі, а Тенпенні тим часом дістає лопату з багажника своєї машини. Раптом Тенпенні б'є Хернандеса лопатою та каже, що він їх зрадив. Хернандес непритомніє. Після цього Тенпенні дає лопату Карлу та їде. Пуласкі змушує Карла копати могилу собі і Хернандесу. Раптом Хернандес підводиться і біжить на Пуласкі. Пуласкі повертається до нього та стріляє. Це дає Карлу шанс втекти від Пуласкі. Пуласкі сідає в машину і намагається втекти. Карл наздоганяє та вбиває його. |                                              |                                |            |
| "Saint Mark's Bistro" (укр. Бістро святого Марка) | Казино «Калігула», Лас-Вентурас              | Сальваторе Леоне               | $20,000    |
| Перед місією Карлу на мобільний телефон дзвонить Кен Розенберг і каже, що Сальваторе Леоне хоче його вбити. Карл обіцяє йому, що врятує його. Пізніше Карл приходить в казино «Калігула». Там Сальваторе Леоне каже Карлу, що родина Фореллі щось надто сильно розійшлась, тому треба нанести їм удар. Леоне просить Карла відправитись в Ліберті-Сіті та напасти на Бістро святого Марка, яке належить родині Фореллі. Карл каже, що сам не впорається, тому просить дозволу взяти з собою Кента Пола, Меккера і Кена Розенберга. Леоне погоджується. Коли вони вчотирьох виходять з казино, Карл каже їм негайно їхати з Лас-Вентураса і ховатися, після чого сам вирушає в аеропорт, сідає на літак та летить в Ліберті-Сіті. Там він сідає на таксі, їде в Бістро святого Марка, вбиває там усіх, після чого на літаку повертається в Лас-Вентурас. Коли Карл приземляється в аеропорту та виходить з літака, йому на мобільний телефон дзвонить Сальваторе Леоне і дякує за зроблену роботу. Карл каже Леоне, що Кен Розенберг, Кент Пол і Меккер по дорозі вляпались в якусь халепу, тому він більше про них не почує. |                                              |                                |            |
| "Architectural Espionage" (укр. Архітектурний шпіонаж) | Казино «Чотири дракони», Лас-Вентурас        | Пограбування казино «Калігула» | -          |
| Карл із Вузі, як уже відомо, вирішили пограбувати казино «Калігула» щоб послабити вплив мафії в місті. Вони зустрічаються в підвалі казино «Чотири дракони» і починають складати план пограбування. Вони вирішують, що спершу треба дістати план будівлі казино «Калігула». Карл знаходить фотоапарат і їде в Департамент Лас-Вентураса з планування міста біля казино «Кам-е-лот». Там Карл питає в дівчини на ресепшн, де він може подивитися план казино «Калігула», і вона йому відповідає, що на четвертому поверсі, але також попереджає, що будь-яке відтворення цих планів заборонено. Карл підіймається на четвертий поверх і бачить, що біля плану казино «Калігула» стоїть охоронець. Карл має відволікти його. Карл спускається на один поверх нижче та підпалює кондиціонери. У будівлі починається пожежа, і всіх евакуюють. Карл йде назад до плану казино «Калігула», фотографує його, але його все одно помічає охоронець і тепер Карл має пробиратися до виходу, відстрілюючись від поліцейських. Коли Карл виходить на вулицю, він сідає в машину і їде назад до казино «Чотири дракони», по дорозі його переслідує поліція. Там Карл віддає плівку Гуппі та просить її проявити. |                                              |                                |            |
| "Key to Her Heart" (укр. Ключ до її серця) | Казино «Чотири дракони», Лас-Вентурас        | Пограбування казино «Калігула» | -          |
| Карл в підвалі казино «Чотири дракони» пояснює Вузі як влаштоване казино «Калігула». Раптом заходить Гуппі із якоюсь коробкою. Оскільки він побачив план, Карлу і Вузі доводиться долучити його до пограбування. В коробці, яку він приніс, знаходиться зчитувач карток, розроблений Зеро. Залишилось тільки роздобути одну із карток, якими користується персонал казино «Калігула». Карл їде до казино «Калігула». З нього виходить дівчина-круп'є, сідає в свою машину і їде. Карл переслідує її. Згодом вона приїжджає до секс-шопу в Східному Редсендсі. Вона заходить у секс-шоп, і Карл теж заходить усередину. Там вона купує собі новий костюм. Карл теж купує собі латексний БДСМ-костюм, після чого виходить на вулицю. Дівчина-круп'є сідає в машину і їде, а Карл знов її переслідує. Через деякий час вона приїжджає до себе додому в Прикл Пайн. Карл убиває чоловіка, який йде до дівчини-круп'є та, видаючи себе за нього, заходить до неї та займається з нею сексом. Карл дізнається, що дівчину звати Мілле. Тепер йому треба розвивати з нею стосунки щоб вона дала йому свою картку. |                                              |                                |            |
| "Dam and Blast" (укр. Вибух на дамбі) | Казино «Чотири дракони», Лас-Вентурас        | Пограбування казино «Калігула» | -          |
| Після того, як Карл довів свої відносини з Мілле до необхідного рівня, вона віддала йому свою картку. Після цього Карл із Вузі продовжили підготовку до пограбування. Вони знов зустрілись в підвалі казино «Чотири дракони», але цього разу там вже були присутні стільки людей, що всі не вмістилися в кімнату. Карл просить Вузі розповісти іншим їх план, а він поки що подбає про те, щоб вони могли в потрібний момент вимкнути електроенергію в казино «Калігула». Карл їде в аеропорт, там сідає на літак та летить до дамби Шермана. Над нею Карл вистрибує з літака з парашутом і приземляється на дамбу, після чого заходить всередину. Всередині він встановлює бомби на всіх турбінах, і тепер він зможе вимкнути електроенергію в казино «Калігула» підірвавши турбіни. Карла помічає охорона, і він опиняється замкнутим на одній із веж дамби. Карлу не залишається нічого іншого, як стрибнути із великої висоти у воду. |                                              |                                |            |
| "Cop Wheels" (укр. Поліцейські мотоцикли) | Казино «Чотири дракони», Лас-Вентурас        | Пограбування казино «Калігула» | -          |
| Карл, Вузі та інші люди, які беруть участь в пограбуванні обговорюють, як будуть залишати казино «Калігула». Вирішують, що треба замаскуватись під інкасаторів, а для цього треба викрасти інкасаторську машину і чотири поліцейських мотоцикла, які будуть супроводжувати інкасаторську машину. Карл вирішує спочатку викрасти поліцейські мотоцикли. Гуппі починає їздити на автовозі навколо міста по автостраді, а Карл викрадає поліцейські мотоцикли і відвозить їх на автовоз. |                                              |                                |            |
| "Up, Up and Away!" (укр. Вгору, вгору та геть!) | Казино «Чотири дракони», Лас-Вентурас        | Пограбування казино «Калігула» | -          |
| Для пограбування казино «Калігула» залишилось лише вкрасти інкасаторську машину. Вирішують, що вкрасти машину під час руху не варіант, тому треба спочатку вкрасти гелікоптер-кран, а потім із його допомогою вкрасти інкасаторську машину. Це доводиться робити Карлу, оскільки він єдиний, хто вміє керувати гелікоптером. Карл їде на військовий паливний склад на північному сході міста, проникає всередину та викрадає гелікоптер-кран. Після цього він летить на склад у Східному Рокшорі, піднімає на гелікоптері-крані інкасаторську машину і доставляє її на аеродром у Вердант Мідоуз. |                                              |                                |            |
| "Breaking the Bank at Caligula's" (укр. Пограбування «Калігули») | Казино «Чотири дракони», Лас-Вентурас        | Пограбування казино «Калігула» | $100,000   |
| Нарешті підготовка закінчена, і Карл, Вузі, Гупі, Зеро та інші приступають до пограбування казино «Калігула». Всі, окрім Карла, сідають в інкасаторську машину, а Карл одягає костюм круп'є і їде до казино «Калігула». По дорозі він спілкується із Зеро по рації. Карл заходить в казино, після чого заходить в службове приміщення, скориставшись карткою Мілле. Карл заходить до кімнати резервних генераторів та кидає гранати зі снодійним газом у вентиляцію. Вони падають поруч із сейфом, і охоронці, які його охороняють, непритомніють. Після цього Карл іде до складського приміщення, сідає в автонавантажувач та піднімає за його допомогою ворота. Всередину заїжджає інкасаторська машина, і з неї виходять Вузі та інші. Вся ця команда разом із Карлом йде до сейфа, вступаючи по дорозі в перестрілки з охороною. Коли вони доходять, вони встановлюють бомби на двері сейфа. Зеро по рації каже Карлу, що хтось намагається увімкнути резервні генератори. Карл йде до цих генераторів і знищує їх, після чого повертається до команди. Команда підриває двері сейфа та забирає з нього гроші. Зеро повідомляє Карлу, що до них наближаються члени мафії. Через декілька секунд вони дійсно з'являються. Карл супроводжує команду до інкасаторської машини, по дорозі відстрілюючись від мафії. Команда сідає в інкасаторську машину і їде, а Карл піднімається на дах та стрибає звідти з парашутом, після чого їде на аеродром в Вердант Мідоуз, де зустрічається із командою. |                                              |                                |            |

## Назад вЛос-Сантос
| Назва | Місце                                 | Хто видає          | Винагорода |
| --- | ------------------------------------- | ------------------ | ---------- |
| |                                       |                    |            |
| "A Home in the Hills" (укр. Дім на пагорбах) | Казино «Чотири дракони», Лас-Вентурас | Вузі               | -          |
| Вузі, Карл і Кендл проводять відбір акторів, які мають розважати відвідувачів казино «Чотири дракони», але безуспішно. Раптом приходить Медд Дог. Карл вітається з ним і просить його виступити, але той каже, що хоче додому. Карл пропонує його підвезти, але той відмовляється і придумує відмовки. Врешті Медд Дог зізнається, що віддав свій маєток наркодилеру із банди «Лос-Сантос Вагос», якого звуть Біг Поппа. Карл вирішує відвоювати маєток Медд Дога. Карл і люди Вузі сідають в літак та летять до маєтку Медд Дога. Над маєтком вони вистрибують з парашутами, приземляються на дах маєтку та починають перестрілку з членами банди «Вагос». Карл із людьми Вузі проникають всередину маєтку та зачищають кімнату за кімнатою. Врешті Карл добирається до самого Біг Поппа, який починає втікати. Карл намагається його наздогнати. Біг Поппа вибігає із маєтку, сідає в машину і намагається втекти. Карл теж сідає в машину, наздоганяє його та вбиває. |                                       |                    |            |
| "Vertical Bird" (укр. Літак вертикального взльоту) | Малхолленд, Лос-Сантос                | Карл Джонсон       | $50,000    |
| У маєтку Медд Дога Кент Пол записує пісню Медд Дога, паралельно сварячи Меккера за те, що він надто часто та прилюдно мастурбує. До них заходить Карл. Раптом музика переривається, і в динаміках роздається голос Торено. Він просить Карла виконати для нього останнє завдання. Карл виходить з маєтку, сідає в машину до Торено, і той відвозить його до берега в Паноптиконі. Торено просить Карла вкрасти винищувач із авіаносія. Карл каже, що це неможливо, але Торено запевняє, що все вийде. Карл сідає у моторний човен і пливе до авіаносця. Він запливає всередину, пробирається на верхню палубу, вимикає систему ППО та викрадає винищувач. Коли Карл злітає, його починають переслідувати винищувачі. Карл збиває їх. Після цього Торено просить Карла знищити п'ять шпигунських катерів у водосховищі Шермана. Карл знищує і їх, після чого саджає літак на аеродромі у Вердант Мідоуз. |                                       |                    |            |
| "Home Coming" (укр. Повернення додому) | Малхолленд, Лос-Сантос                | Карл Джонсон       | -          |
| Карл сидить в маєтку Медд Дога і вирішує свої справи по телефону. До нього підходить Торено, забирає телефон і каже, що в нього для Карла є останнє маленьке завдання. Карл дістає пістолет, приставляє його до голови Торено і каже, що він втомився від його «маленьких завдань». Раптом дзвонить телефон. Карл відповідає. Йому подзвонив Світ і сказав, що його випустили із в'язниці. «Останнє маленьке завдання» Торено — це забрати Світа. Карл сідає в машину і їде до поліцейського відділку на площі Першинг, де на нього чекає Світ. Коли Карл зустрічає Світа, Карл каже йому, що тепер займається багатьма видами бізнесу і пропонує йому їхати до нього в маєток. Але Світ хоче їхати назад до Гентона. Після невеличкої суперечки Карл погоджується відвезти Світа додому в Гентон. Коли вони приїжджають, вони бачать, що район у занепаді, його захопили наркодилери, а їх будинок розкрадають. Світ вирішує прогнати наркодилерів з Гентону та повернути собі район. Карл із Світом знаходять усіх наркодиллерів і вбивають їх та відвойовують район у балласів. |                                       |                    |            |
| "Cut Throat Business" (укр. Бізнес головорізів) | Малхолленд, Лос-Сантос                | Карл Джонсон       | -          |
| Карл пропонує Медд Догу нарешті повернутися на сцену, але він не може це зробити через Оу-Джі Лока. Одразу після цього Медд Дог вмикає телевізор і бачить там Оу-Джі Лока. Медд Дог бачить, що Оу-Джі Лок використовує його вірші і знімається в його кліпі. Медд Дог сильно розлютився. Карл пропонує нанести Оу-Джі Локу несподіваний візит. Карл із Медд Догом сідають у машину і їдуть до округу Флінт, де Оу-Джі Лок знімає свій кліп. Коли Оу-Джі Лок бачить Карла і Медд Дога, він починає втікати на транспортному засобі із повітряною подушкою. Карл і Медд Дог женуться за ним. Через деякий час Оу-Джі Лок пересідає на карт, і Карл із Медд Догом теж. Врешті вони наздоганяють Оу-Джі Лока біля студії звукозапису «Бластін Фулс Рекордс». Оу-Джі Лок забігає всередину студії. Медд Дог забирає в Оу-Джі Лока свою книгу віршів і проганяє його. Після цього, продюсер студії «Бластін Фулс Рекордс» Джиммі Сільверман пропонує Медд Догу співпрацю. |                                       |                    |            |
| "Beat Down on B Dup" (укр. Скидання Бі-Дапа) | Гентон, Лос-Сантос                    | Шон «Світ» Джонсон | -          |
| Якась жінка пропонує Світу наркотики. Світ настільки засмучений та психологічно спустошений, що майже погоджується. Але раптом заходить Карл і зупиняє Світа. Карл виганяє жінку, і вона каже, що тепер йому доведеться мати справу із Бі-Дапом. Карл із Світом вирішують знайти Бі-Дапа. Вони вирушають до Глен Парку, починають війну угруповань і відбивають район. Після цього вони знаходять Бі-Дапа. Бі-Дап намагається виправдовуватись, кажучи, що Біг Смоук змусив його перейти до балласів і почати торгувати наркотиками. Карл і Світ намагаються довідатися в Бі-Дапа, де знаходиться Біг Смоук, але він не знає. Бі-Дап кличе Біг Біра і наказує йому розібратися із Карлом і Світом, але той відмовляється і нападає на Бі-Дапа. |                                       |                    |            |
| "Grove 4 Life" (укр. Гроув назавжди) | Гентон, Лос-Сантос                    | Шон «Світ» Джонсон | $10,000    |
| Карл заходить до Світа, коли той розмовляє з членами своєї банди. Світ хоче показати іншим бандам що «Гроув-стріт» повернулась. Карл каже, що краще поки що займеться іншими справами. Світ просить інших вийти, після чого дорікає Карлу, що він завжди залишає справи незакінченими. Карл намагається переконати Світа, що банда це не все в житті, але все таки погоджується піти з ним відвоювати території. Карл із Світом їдуть в Айдлвуд і захоплюють дві території у цьому районі. |                                       |                    |            |
| "Riot" (укр. Бунт) | Вайнвуд, Лос-Сантос                   | Карл Джонсон       | -          |
| Карл, Світ, Цезар, Кендл, Медд Дог, Меккер та Правда дивляться новини в маєтку Медд Дога. Там розповідають про офіцера поліції Тенпенні, якого звинувачують у багатьох злочинах. Через деякий час оголошують, що через недостатню кількість доказів Тенпенні довелось відпустити. В місті одразу ж починається бунт. Світ переживає, що бунтівники можуть нанести шкоду його району, тому він із Карлом сідають в машину і негайно повертаються до свого району. |                                       |                    |            |
| "Los Desperados" (укр. Відчайдушні бандити) | Гентон, Лос-Сантос                    | Шон «Світ» Джонсон | -          |
| Світ організовує захист району по телефону. До нього приходить Карл, і вони розмовляють. Через деякий час прибігає Цезар і просить Карла допомогти захистити його район. Карл спочатку каже, що він сам має захистити власний район, але Світ каже, що Карл має допомогти Цезарю. Карл кличе на допомогу двох членів банди «Гроув-стріт», і вони із Цезарем їдуть на залізничну станцію, де зустрічають трьох членів банди «Варріо Лос Ацтекас». Після цього вони починають звільняти район Ель Корона від банди «Вагос» і в кінці звільняють від них будинок Цезаря. |                                       |                    |            |
| "End of the Line" (укр. Кінець шляху) | Гентон, Лос-Сантос                    | Шон «Світ» Джонсон | $250,000   |
| Перед місією Карлу на мобільний телефон дзвонить Світ і каже, що треба знайти Біг Смоука, але для цього потрібно захоплювати території. Коли Карл захоплює достатньо територій, Світ дзвонить ще раз і каже, що дізнався, що Біг Смоук знаходиться в Лос-Флорес чи Східному Лос-Сантосі. Через деякий час Карл приходить до Світа і вони разом вирушать до будівлі, де знаходиться Біг Смоук. Коли вони туди під'їжджають, Карл наполягає на тому, що зайде туди сам. Вхід в будівлю закритий, тому Карл викрадає у спецпризначенців броньовану машину, яка стоїть через квартал, і пробиває нею вхід в будівлю. Стіна ламається, і Карл заходить всередину. Карл починає поверх за поверхом пробиратися наверх до кімнати Біг Смоука. Коли Карл нарешті добирається до нього, то вбиває його. Перед тим Карл запитує в Біг Смоука, що змусило його так всіх зрадити. Біг Смоук відповів, що він побачив можливість отримати гроші і владу. Після цього в кімнату зайшов Тенпенні і наставив на Карла дробовик. Тенпенні кинув Карлу свою валізу і наказав покласти туди гроші. Карл поклав туди гроші і кинув валізу назад до Тенпенні. Після цього Тенпенні збирався застрелити Карла, але йому за допомогою хитрощів вдалося втекти. Тенпенні підпалив будівлю, вибіг з неї і почав втікати на пожежній машині. Карл теж почав вибиратися із палаючої будівлі, яка вибухнула щойно Карл вийшов з неї. Коли пожежна машина, за кермом якої сидів Тенпенні, почала їхати, Світ стрибнув на неї і почав триматись за неї тільки руками. Карл сів у машину і почав переслідувати Тенпенні. Через деякий час помічник Тенпенні почав відтискати пальці Світа, тож Карл під'їхав ближче до пожежної машини, і Світ застрибнув в машину Карла. Світ сів за кермо, а Карл почав відстрілюватись від поліцейських машин. Світ ганявся за Тенпенні по всьому місту, але нарешті Тенпенні втратив контроль над машиною і вилетів з моста. Тенпенні виліз із перевернутої пожежної машини, але невдовзі помер від отриманих травм. Після цього Карл, Світ, Цезар і Кендл зібралися в будинку Карла і почали обговорювати, чим зайнятися далі. Кендл запропонувала зосередитися на бізнесі в Сан-Фієрро і в Лас-Вентурасі, Світ запропонував спершу зайнятися справами банди. Раптом до будинку увійшли Медд Дог, Кен Розенберг, Кент Пол і Меккер. Медд Дог оголосив, що отримав золотий диск і збирається в світове турне. Всі починають святкувати це досягнення, але Карл іде до дверей. Кендл питає Карла куди він іде, і той відповідає, що хоче пройтись по кварталу подивитись, що там відбувається. |                                       |                    |            |